# Шістка Атласа
«Шістка Атласа» (англ. The Atlas Six) — фентезійний роман письменниці Оліві Блейк. Це перша книжка з трилогії, яка розповідає про шістьох могутніх молодих магів, які мають шанс приєднатися до секретного Олександрійського товариства. Спочатку письменниця оприлюднила роман через Kindle на початку 2020 року, а згодом його придбало видавництво Tor Books після семистороннього аукціону. Видавництво Tor перевидало його 2021 року, а потім оновлене видання у березні 2022 року. Друга книжка трилогії, «Парадокс атласа», вийшла в жовтні 2022 року, а третя книжка трилогії, «Комплекс атласа», вийшла в січні 2024 року.
Роман «Шістка Атласа» відзначили як вірусну «сенсацію BookTok», яка здобула ширшу «культову аудиторію» після самостійної публікації Блейк.

## Прийняття
Роман «Шістка Атласа» дебютував під номером три в списку бестселерів New York Times.
У грудні 2021 року видання Deadline повідомило, що Amazon Studios перевищила ставки інших студій за права на екранізацію роману «Шістка Атласа» для телебачення. Кажуть, що Amazon разом з Brightstar розробляє адаптацію потокового телесеріалу. Блейк стане виконавчою продюсеркою цього серіалу.

## Переклад українською
2024 року у видавництві «КСД» вийшов український переклад роману. Перекладачі — 	Яна Сиса, Олександр Калюжний.

### Рецензії українською
- Настя Клименко. Голодне людство: рецензія на роман Оліві Блейк «Шістка Атласа» 7 Jul 2025